# Willy Van Den Bossche
Willy Van Den Bossche (Adegem, 22 de enero de 1949) es un deportista belga que compitió en tiro con arco, en la modalidad de arco recurvo. Ganó tres medallas en el Campeonato Europeo de Tiro con Arco al Aire Libre, en los años 1980 y 1982.

## Palmarés internacional
| Campeonato Europeo al Aire Libre | Campeonato Europeo al Aire Libre | Campeonato Europeo al Aire Libre | Campeonato Europeo al Aire Libre |
| Año                              | Lugar                            | Medalla                          | Prueba                           |
| -------------------------------- | -------------------------------- | -------------------------------- | -------------------------------- |
| 1980                             | Compiègne (Francia)              | Medalla de bronce                | Equipo                           |
| 1982                             | Kecskemét (Hungría)              | Medalla de oro                   | Equipo                           |
| 1982                             | Kecskemét (Hungría)              | Medalla de plata                 | Individual                       |